# ناحیه شقفه
ناحیه شقفه (به عربی: دائرة الشقفة) یک ناحیه در الجزایر است که در استان جیجل واقع شده‌است. ناحیه شقفه ۲۲۳٫۵۶ کیلومتر مربع مساحت و ۵۲٬۹۱۸ نفر جمعیت دارد.